# بچه برنده
بچۀ برنده (انگلیسی: The Prize Baby) یک فیلم کمدی صامت کوتاه به کارگردانی جرالد تی. هِـوِنـِر است که در سال ۱۹۱۵ منتشر شد. از بازیگران این فیلم می‌توان به بیلی باورز، اولیور هاردی و ریموند مک‌کی اشاره کرد.